# Griffon nivernais
Pour les articles homonymes, voir Griffon (chien).
Le griffon nivernais est une race de chiens originaire de la Nièvre en France. C'est un chien courant de type griffon, à la robe fauve charbonnée. La race est considérée comme la descendante du chien gris de Saint-Louis. Elle est utilisée comme chien de chasse pour la chasse à tir sur le sanglier.

## Historique

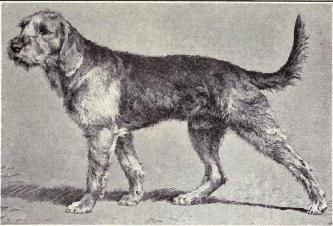
Un griffon nivernais en 1915.

Le griffon nivernais descendrait du chien gris de Saint-Louis ramené en Europe après la huitième croisade au milieu du XIIIe siècle qui composèrent les meutes royales jusqu'au règne de François Ier où sa popularité déclina au profit du chien blanc. Des gentilshommes du Nivernais conservèrent le type jusqu'à la Révolution française. 
Au XIXe siècle, la race du griffon nivernais, souvent simplement appelé « chien de pays », est créé à partir de sujets qui descendraient de ces chiens gris et est croisée avec le griffon vendéen, le foxhound anglais puis le chien à loutre. Le club du Griffon Nivernais est fondé en 1925 sous la présidence du vicomte d'Anchald. Avec la Seconde Guerre mondiale, les effectifs du griffon nivernais sont au plus bas et ce n'est qu'à partir de 1969 que le Club du Griffon nivernais redevient actif et reprend la sélection.

## Standard

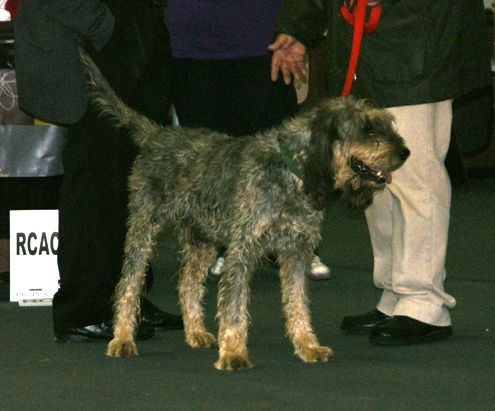
Un griffon nivernais.

Le griffon nivernais est un chien courant de taille moyenne, d'allure rustique et robuste et de construction sèche. Le corps s'inscrit dans un rectangle sans exagération. Attachée un peu haut, la queue de longueur moyenne est portée légèrement en dessous de l’horizontale au repos et en sabre vers le haut en action. Très sèche, la tête est légère sans être petite, plutôt de forme allongée. Les lignes du crâne et du chanfrein sont parallèles. Les yeux foncés sont surmontés de sourcils prononcés. Attachées sur la ligne supérieure de l’œil, les oreilles tombantes sont souples, plutôt fines, légèrement tournées vers l’intérieur à leur extrémité. Assez poilues, elles atteignent la naissance de la truffe.
Le poil est long, hirsute et broussaillant, rêche. La robe est fauve charbonnée. La présence de poils blancs disséminés dans la robe est tolérée et donne des nuances allant du gris clair au gris foncé en passant par le gris sanglier. Une tache blanche est tolérée au poitrail. Des marques fauve sont souvent présentent au niveau des sourcils, des joues, du poitrail, des extrémités des membres et sous la queue. Les nombreuses nuances de la robe sont décrites par des termes tels que « poil de lièvre » (fauve très légèrement charbonné), « gris loup » (sable charbonné) ou « gris bleu » (fauve charbonné de bleu).

## Caractère
Le standard de la Fédération cynologique internationale décrit le griffon nivernais comme courageux et déterminé, jamais peureux. Selon la société centrale canine, la race est dotée d'un caractère équilibré, ni timide ni agressif, calme, obéissant quoique déterminé et indépendant. Son fort tempérament demande une éducation douce sans brutalité, ni de rapport de force ni de laxisme.

## Utilité

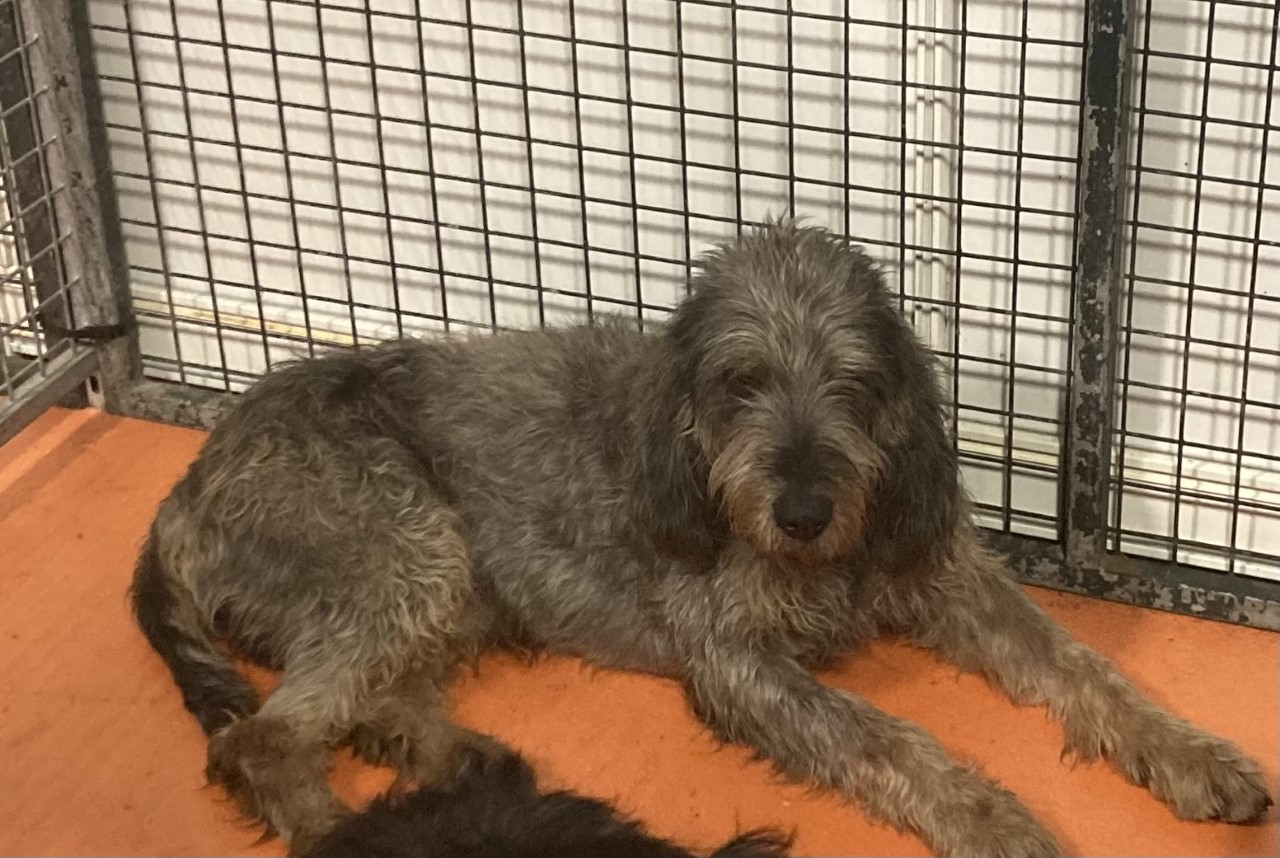
Griffon nivernais au SIA.

Le griffon nivernais est un chien courant utilisé dans la chasse à tir et spécialisé dans la chasse du sanglier en petite meute. Le griffon nivernais est un bon rapprocheur, n'ayant pas peur d'aller au contact du sanglier. Résistant par climat froid et humide, notamment dans les marais, il est cependant sensible à la chaleur.
Même s'il peut devenir un chien de compagnie agréable, le griffon nivernais n'est pas adapté à la vie en ville.

## Élevage

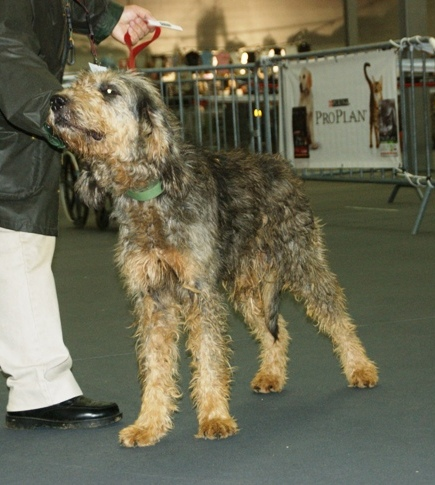
La robe du griffon nivernais doit être brossée trois à quatre fois par an.

### Alimentation
La race est sujette au retournement de l'estomac et le repas doit donc être suivi d'une période de repos ou servi en deux fois.

### Entretien
Un brossage et un étrillage trois à quatre fois par an suffisent à entretenir sa robe et à éliminer les poils morts. Les oreilles un peu fragiles doivent être nettoyées et épilées avec soin.

### Santé
Le griffon nivernais n'a pas de pathologie particulière.